# Holly Marie Combs
Holly Marie Combs (San Diego, 3 dicembre 1973) è un'attrice e produttrice televisiva statunitense.
È conosciuta per i ruoli di Piper Halliwell in Streghe (1998-2006) e di Ella Montgomery in Pretty Little Liars (2010-2017).

## Biografia
Nacque a San Diego, in California, nel 1973. Sua madre, Lauralei Berckhem, rimase incinta a 15 anni mentre suo padre, David Combs, ne aveva 17. Lauralei sposò il padre biologico di Holly ma i due divorziarono dopo due anni, pensando entrambi di essere troppo giovani per il matrimonio. Alla giovane età di 7 anni, Holly e sua madre si trasferirono a New York. In quel periodo, la bellezza di Holly le permise di apparire in diverse pubblicità, ma ben presto, proprio come sua madre (apparsa nell'episodio di Streghe dal titolo "Finalmente sposi"), scoprì un interesse verso la recitazione.

### Anni ottanta e novanta:La Famiglia Brock

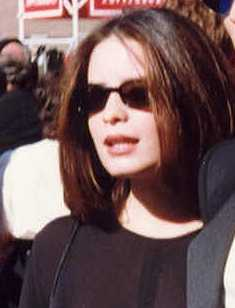
Holly Marie Combs nel 1991 agli Emmy Award

Mentre negli anni ottanta ottenne piccole parti in film come Ancora insieme di Robert Greenwald o Nato il quattro luglio di Oliver Stone, nel 1992 ottenne grande notorietà come attrice nella serie televisiva La famiglia Brock. Partecipò all'audizione per il ruolo di Kimberly quando si trovava a New York ma l'agente del casting le disse che non pensava che fosse adatta a quel ruolo perché "non aveva il cuore abbastanza grande (metaforicamente)". A questo Holly rispose: "Se sta cercando qualcuno che abbia un cuore grande, perché accidenti è venuto a New York?!". Ebbe così immediatamente il ruolo. La serie andò avanti per quattro anni, fino al 1996; furono questi gli anni in cui Holly ricevette elogi dalla critica e uno Young Artist Award.
Nel 1992, Holly recitò in Uomini semplici accanto a Robert John Burke, in Chain of Desire, e Dr. Giggles, film horror, in cui ottenne la parte della protagonista Jennifer Campbell. Nel 1996, ebbe una parte accanto a Alyson Hannigan e Tangi Miller nella serie televisiva Friends for Life. Nel 1997, ottenne il ruolo di Diane Zamora nel film per la televisione Questione d'onore, basato su eventi realmente accaduti legati all'assassina che uccide la complice del tradimento da parte del suo fidanzato ottenendo così vendetta.

### Fine anni novanta e inizio dell'anno 2000:Streghe
L'attrice era con la sua migliore amica Shannen Doherty quando vide il copione di Streghe e le disse di voler fare l'audizione e le due si presentarono insieme. Holly si presentò per il ruolo di Prue e Shannen per quello di Piper, ma finirono per avere l'una il ruolo dell'altra. Holly è stata nel cast principale della serie dal 1998, anno di esordio della serie, fino alla sua fine, nell'agosto 2006, producendo 72 episodi del telefilm, vincendo due prestigiosi premi come attrice televisiva (un RATTY Awards e un Series Megazine Awards) e ricevendo molteplici nomination. Holly Marie Combs è l'unica persona ad apparire sia nell'episodio pilota sia in tutti i 178 episodi messi in onda della serie Streghe in quanto nonostante Alyssa Milano fosse apparsa in tutti i 178 episodi messi in onda della serie ella non c'era nell'episodio pilota in quanto in esso c'era Lori Rom.
Nel 2001 ottiene una breve parte in Ocean's Eleven con Brad Pitt e Julia Roberts. Nel 2003 recita in See Jane Date, regia di Robert Berlinger. Nel 2007 recita nel film per la televisione Uno sconosciuto alla mia porta e nel 2008 firma un contratto con la Lifetime Television per produrre e recitare nel film Mistresses, pilota di un remake della serie televisiva Amanti, che alla fine viene però cancellato. Inoltre Holly scrisse uno spin-off di Streghe incentrato sui figli di Piper Halliwell, Wyatt e Chris, rifiutato per via delle analogie con la già esistente serie TV Supernatural.
Nel gennaio 2018, poco dopo l'annuncio del reboot della serie, Holly Marie Combs scrive un post su Twitter criticando la decisione di The CW di avviare un reboot della serie senza alcun coinvolgimento del cast originale. La Combs afferma di essere in disaccordo con il reboot, in quanto ordinato dalla stessa rete, precedentemente nota come The WB, che nel 2006 scelse di non rinnovare lo show per una nona stagione, accusandola di appropriarsi indebitamente del nome e del concetto della serie a scopo puramente commerciale, insultando così il cast originale e il duro lavoro svolto durante gli anni da tutta la troupe. La Combs prosegue con le critiche rispondendo alla descrizione fatta dall'emittente televisiva su un reboot "femminista" insinuando che, a suo avviso, la serie originale non lo fosse, twittando in modo sarcastico: "Immagino ci fossimo dimenticate di farlo al primo giro". Holly Marie Combs quindi dichiara espressamente che, per quanto la riguarda, il reboot avrebbe dovuto avere un nuovo titolo poiché trattasi di una nuova serie senza alcun legame con lo show originale. In seguito la Combs insiste twittando che i reboot e i remake "di solito hanno trame così simili all'originale che sono obbligati per legge a usare lo stesso titolo e quindi ad acquistarne i diritti", aggiungendo inoltre "Se non somiglia a nessuna serie deve avere un titolo nuovo".
Infine, in un'intervista con HuffPost, nel maggio 2018, la Combs ha parlato di nuovo del reboot, questa volta criticando il marketing dello show e il cast di attori più giovani, affermando: "sebbene apprezzi i lavori e le opportunità che il reboot ha creato non capirò mai cosa ci sia di feroce, divertente o femminista nel creare uno show che fondamentalmente dice che le attrici originali sono troppo vecchie per fare un lavoro che hanno fatto 12 anni prima."

### In seguito al 2010:Pretty Little Liars
Holly è ritornata sul piccolo schermo a partire dall'8 giugno 2010 nella serie televisiva della ABC Family Pretty Little Liars, interpretando il ruolo di Ella Montgomery, madre della protagonista. Nel 2012 ha partecipato al video musicale di Naked in Venice dei Radical Something, diretto da Shannen Doherty, ex collega e grande amica di Holly. L'attrice, ancora alle prese con Pretty Little Liars avendo firmato per una sesta e settima stagione, si è ricongiunta all'ex collega e migliore amica Shannen Doherty girando un nuovo reality on the road come protagoniste di Off The Map with Shannen and Holly, che le ha seguite nel corso di un lungo viaggio attraverso l'America nel 2015. La Combs, inoltre, ha recitato nel film per la televisione Love's Complicated, interpretando il ruolo della protagonista: Leah. Il film è stato trasmesso su Hallmark Channel il 9 gennaio 2016, negli USA.

## Vita privata
- È stata sposata con Bryan Smith dal 1993 al 1997.
- Il 14 febbraio 2004 ha sposato David Donoho, operatore di Streghe. Da questa unione sono nati tre figli . Nel 2011 la coppia ha divorziato.
- L'attrice si è quindi legata sentimentalmente a Josh Hallbauer, meglio noto come "Josh Cocktail"[4], cantante del gruppo rap Radical Something.
- Nel 2016 annuncia sui social il suo fidanzamento con il ristoratore Mike Ryan, che ha poi sposato il 12 settembre 2019.[5]

## Animalismo
- Holly è attivista in numerose cause inerenti alla protezione e alla tutela degli animali.
- Al 40º anniversario dell'organizzazione per la protezione della vita marina Sea Shepherd, ha dichiarato di supportare Sea Shepherd dal 2011 affinché l'organizzazione abbia un impatto globale enorme. Altre organizzazioni che sostiene sono Dolphin Project e PETA.[6]
- Nel marzo 2014, ha navigato con la sua amica Shannen Doherty e la Sea Shepherd Crew in mare per dimostrare gli effetti di una nuova legge australiana che consente di uccidere grandi squali.[7][8]
- Nell'agosto 2014, ha sfidato il fondatore di Sea Shepherd Paul Watson e la Sea Shepherd Crew alla Ice Bucket Challenge, attirando l'attenzione sull'organizzazione della conservazione marina.[9]
- Holly Marie Combs ha manifestato contro l'uccisione di delfini a Taiji, in Giappone[10] e ha invitato a boicottare Sea World.[11]
- Insieme a Richard Dean Anderson, un altro sostenitore di Sea Shepherd, Holly ha prodotto il documentario Why Just One, basato sulla campagna di Sea Shepherd Operation Jairo.[12]

## Filmografia

### Cinema
- Ancora insieme (Sweet Hearts Dance), regia di Robert Greenwald (1988)
- New York Stories, regia di Woody Allen e Francis Ford Coppola (1989)
- Nato il quattro luglio (Born on the Fourth of July), regia di Oliver Stone (1989)
- Chain of Desire, regia di Temístocles López (1992)
- Uomini semplici (Simple Men), regia di Hal Hartley (1992)
- Dr. Giggles, regia di Manny Coto (1992)
- Pescando con George (Fishing with George), regia di Julie Hickson - corto
- A Reason to Believe, regia di Douglas Tirola (1995)
- Vector, regia di James Atkinson e Christopher Long (1996) - corto
- Ocean's Eleven - Fate il vostro gioco, regia di Steven Soderbergh (2001) - cameo

### Televisione
- Così gira il mondo (As The World Turns) – soap opera, 5 puntate (1989-1994)
- La famiglia Brock (Picket Fences) – serie TV, 87 episodi (1992-1996)
- La fiamma del desiderio (A Perfect Stranger), regia di Michael Miller – film TV (1994)
- 2035 - Mutazione immortale (Island City), regia di Jorge Montesi – film TV (1994)
- Un angelo di cristallo (Sins of Silence), regia di Sam Pillsbury – film TV (1996)
- Relativity – serie TV, episodio 1x14 (1997)
- Questione d'onore (Love's Deadly Triangle: The Texas Cadet Murder), regia di Richard A. Colla – film TV (1997)
- Fra le braccia dell'assassino (Daughters), regia di Bill L. Norton – film TV (1997)
- Streghe (Charmed) – serie TV, 178 episodi (1998-2006) - Piper Halliwell
- The Nightmare Room – serie TV, episodio 1x08 (2001)
- See Jane Date, regia di Robert Berlinger – film TV (2003)
- Uno sconosciuto alla mia porta (Point of Entry), regia di Stephen Bridgewater – film TV (2007)
- Mistresses, regia di Sergio Mimica-Gezzan – film TV (2009)
- Pretty Little Liars – serie TV, 63 episodi (2010-2017)
- L'amore è complicato (Love's Complicated), regia di Jerry Ciccoritti – film TV (2016)
- Grey’s Anatomy – serie TV, episodio 16x03 (2019)

## Premi e riconoscimenti
Young Artist Award
1993 - Miglior attrice in una nuova serie televisiva (La famiglia Brock) - VINTO
1994 - Complesso giovanile eccezionale in una serie televisiva (La famiglia Brock) - NOMINATION
1995 - Miglior prestazione speciale di una giovane attrice in una miniserie (A Perfect Stranger) - NOMINATION
Screen Actors Guild Award
1995 - Prestazione eccezionale di un cast in una miniserie (La famiglia Brock) - NOMINATION
RATTY Awards
2001 - Miglior cast di una serie televisiva fantasy (Streghe) - 2 NOMINATION 
2002 - Miglior attrice protagonista in una serie televisiva fantasy (Streghe) - NOMINATION 
2003 - Miglior attrice protagonista in una serie televisiva fantasy (Streghe) - VINTO
Series Megazine Awards
2005 - Miglior attrice televisiva (Streghe)

## Doppiatrici italiane
Nelle versioni in italiano dei suoi film, Holly Marie Combs è stata doppiata da:
- Rossella Acerbo in Nato il quattro luglio, Chain of Desire, Uomini semplici, Pescando con George, Ocean's Eleven - Fate il vostro gioco, Così gira il mondo, 2035 - Mutazione immortale, Un angelo di cristallo, Grey's Anatomy
- Barbara De Bortoli in New York Stories, Questione d'onore, Streghe, Uno sconosciuto alla mia porta, Pretty Little Liars
- Georgia Lepore in Ancora insieme, La famiglia Brock
- Alessandra Karpoff in Fra le braccia dell'assassino
- Anna Cugini in L'amore è complicato
- Benedetta Ponticelli in Manuela
- Antonella Baldini in Dr. Giggles
- Jasmine Laurenti in Relativity